# La Albuera
La Albuera (ant. *Albora) é um município da Espanha na comarca da Terra de Badajoz, província de Badajoz, comunidade autónoma da Estremadura, de área 26 km². Em 2021 tinha 2 026 habitantes (densidade: 77,9 hab./km²).
Junto a esta localidade se terá dado a Batalha de Albuera, durante a Guerra Peninsular, onde terão participado forças portuguesas e inglesas contra as francesas.

## Demografia
| Variação demográfica do município entre 1991 e 2004 [carece de fontes?] | Variação demográfica do município entre 1991 e 2004 [carece de fontes?] | Variação demográfica do município entre 1991 e 2004 [carece de fontes?] | Variação demográfica do município entre 1991 e 2004 [carece de fontes?] |
| ----------------------------------------------------------------------- | ----------------------------------------------------------------------- | ----------------------------------------------------------------------- | ----------------------------------------------------------------------- |
| 1991                                                                    | 1996                                                                    | 2001                                                                    | 2004                                                                    |
| 1784                                                                    | 1805                                                                    | 1793                                                                    | 1797                                                                    |